# Bourscheid (Luksemburg)
Bourscheid (lb. Buerschent, niem. Burscheid) − gmina (gemeng / commune / Gemeinde) w środkowym Luksemburgu, w kantonie Diekirch. Do 3 października 2015 gmina leżała w dystrykcie Diekirch.  

## Podział administracyjny
Do gminy należy 20 miejscowości, w tym dwanaście (Uertschaft) oraz osiem lieu-dit:
1. Bamhaff, lieu-dit
2. Bourscheid (Buerschent / Burscheid)
3. Bourscheid-Moulin (Buerschter Millen / Burscheidermühle), lieu-dit
4. Bramillen, lieu-dit
5. Closdellt, lieu-dit
6. Enteschbach (Enteschbaach), lieu-dit
7. Fischeiderhof (Féischterhaff), lieu-dit
8. Flebour (Fléiber), lieu-dit
9. Friedbusch (Fridbësch), lieu-dit
10. Goebelsmuehle (Giewelsmillen / Goebelsmühle)
11. Kehmen (Kiemen)
12. Lipperscheid (Lëpschent)
13. Lipperscheid-Dellt (Lëpschter Dällt), lieu-dit
14. Michelau (Méchela)
15. Scheidel (Scheedel)
16. Schlindermanderscheid (Schlënnermanescht)
17. Uesper, lieu-dit
18. Welscheid (Welschent)
19. Wilspull, lieu-dit
20. Windhof (Wandhaff), lieu-dit

## Zabytki
Do atrakcji turystycznej gminy należy zamek Bourscheid, o którym pierwsza wzmianka pochodzi z 1095 roku.

## Współpraca
Miejscowość partnerska:
- Burscheid, Niemcy